# Donatas Kazlauskas
Donatas Kazlauskas (Kretinga, 31 de marzo de 1994) es un futbolista lituano que juega de centrocampista en el F. C. Hegelmann de la A Lyga.

## Selección nacional
Kazlauskas fue internacional sub-15, sub-17, sub-18, sub-19 y sub-21 con la selección de fútbol de Lituania, antes de convertirse en internacional absoluto el 15 de noviembre de 2014, en un partido de clasificación para la Eurocopa 2016 frente a la selección de fútbol de Suiza.

### Goles internacionales
| N.º | Fecha                   | Estadio                          | Rival   | Gol | Resultado | Competición                         |
| --- | ----------------------- | -------------------------------- | ------- | --- | --------- | ----------------------------------- |
| 1   | 14 de octubre de 2019   | Estadio LFF, Vilnius, Lituania   | Serbia  | 1-2 | 1-2       | Clasificación para la Eurocopa 2020 |
| 2   | 7 de septiembre de 2020 | Arena Kombëtare, Tirana, Albania | Albania | 1-0 | 1-0       | Liga de Naciones de la UEFA 2020-21 |

## Clubes
| Club                       | País     | Año       |
| -------------------------- | -------- | --------- |
| NFA Aisčiai Kaunas         | Lituania | 2011      |
| F. K. Atletas Kaunas       | Lituania | 2011-2012 |
| F. C. Žalgiris             | Lituania | 2012      |
| NFA Aisčiai Kaunas         | Lituania | 2012-2013 |
| F. K. Atlantas             | Lituania | 2013-2015 |
| Lechia Gdańsk              | Polonia  | 2015-2017 |
| Olimpia Grudziądz (cedido) | Polonia  | 2015      |
| F. K. Atlantas (cedido)    | Lituania | 2016      |
| F. K. Atlantas             | Lituania | 2017-2018 |
| F. K. Riterai              | Lituania | 2018-2020 |
| F. C. Lviv                 | Ucrania  | 2020-2021 |
| F. C. Academica Clinceni   | Rumania  | 2021      |
| F. C. Žalgiris             | Lituania | 2022-2023 |
| FA Šiauliai                | Lituania | 2024      |
| F. C. Hegelmann            | Lituania | 2025-     |